# Claire Armstrong
| 44016 Jimmypage       | 30 de noviembre de 1997 |
| 1. con Mark Armstrong |                         |

Claire Armstrong es una astrónoma aficionada británica. Es la esposa del cazador de supernovas Mark Armstrong, y ambos trabajan en Rolvenden (IAU código 960), Kent, Inglaterra. El asteroide 15967 Clairearmstrong fue nombrado en su honor por su descubridor, su esposo.